# پترسونویل راتردم جانکشن (نیویورک)
پترسونویل راتردم جانکشن (به انگلیسی: Pattersonville-Rotterdam Junction) یک منطقهٔ مسکونی در ایالات متحده آمریکا است که در شهرستان اسکنکتدی، نیویورک واقع شده‌است. پترسونویل راتردم جانکشن ۳٫۹ کیلومتر مربع مساحت و ۹۱۸ نفر جمعیت دارد.